# Open Root Server Network

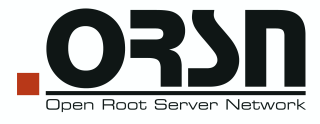
Logo de Open Root Server Network

La Open Root Server Network (ORSN) es una red abierta de servidores raíz de nombres para Internet. Funcionó a partir de febrero de 2002 hasta finales de 2008 y opera de nuevo desde junio de 2013. Su información de la zona raíz se mantiene normalmente en sincronización con la de la red coordinada por la ICANN. Las redes eran por lo tanto compatibles, aunque ORSN fue operado independientemente de ICANN. Los servidores ORSN fueron colocados principalmente en Europa.
Los fundadores de ORSN están preocupados de que la ICANN está controlada en última instancia por el gobierno de los Estados Unidos. Su objetivo era limitar el control sobre Internet que esta situación les entrega, al tiempo que garantizar que los nombres de dominio permanecen sin ambigüedades. También esperan que su red resuelva nombres más rápido que todos los demás.
Varios proveedores de servicios de Internet en Europa utilizan ORSN como raíz para sus servidores de nombres.[cita requerida] También hubo servidores de nombres públicos que utilizaban ORSN.
El 23 de octubre de 2008, OSRN anunció que el proyecto se iba a apagar el 31 de octubre de 2008 a las 00:00 (UTC).

## Modos de operación
ORSN tiene 2 modos de funcionamiento: 
- basada en ICANN: considera sincronización diaria, excepto que los TLDs retirados no eran retirados de la raíz ORSN. Es el modo de funcionamiento por omisión.
- INDEPENDIENTE: El modo independiente no tenía la sincronización automática y se activa "siempre que la situación política del mundo - en nuestra opinión - hace que este paso es necesario porque la posibilidad de una modificación y/o un tiempo de inactividad de la zona raíz de ICANN existe o no queremos que nuestra zona raíz se reconstruya automáticamente ".[3]

## Servidores de nombres raíz ORSN
ORSN tiene 13 servidores raíz:
| Letra | País de la IP | Dirección IPv4  | Dirección IPv6                | Operador / Auspiciador                                                |
| ----- | ------------- | --------------- | ----------------------------- | --------------------------------------------------------------------- |
| A     | Austria       | 185.29.88.82    | 2a00:a6a0:1:1::6:2            | XINON GmbH, St. Anna am Aigen, Austria                                |
| B     | Polonia       | 91.206.27.66    | 2001:67c:2044:c139::53        | HosTeam S.C., Poznań, Polonia                                         |
| C     | Alemania      | 178.19.70.8     | 2a01:440:1:f:178:19:70:8      | whTec, Oberhausen, Alemania                                           |
| D     | Países Bajos  | 85.17.122.15    | 2001:1af8:40e0:a007:bbb::     | Mr. Ömer Canıtez                                                      |
| E     | Dinamarca     |                 |                               | Zen Systems A/S, Copenhague, Dinamarca                                |
| F     | Alemania      | 212.224.71.116  | 2a01:7e0:0:100:212:224:71:116 | First Colo GmbH, Munich, Alemania                                     |
| G     | Grecia        | 193.93.165.1    |                               | Association for the Development of West Athens (ASDA), Atenas, Grecia |
| H     | Francia       | 188.165.175.112 | 2001:41d0:2:5a70::c0de        | Mr. Péter Vámos, Budapest, Hungría                                    |
| I     | India         |                 |                               | National Knowledge Network, New Delhi, India                          |
| J     | Alemania      | 188.138.82.98   |                               | 3Q Medien GmbH, Potsdam, Alemania                                     |
| K     | Alemania      | 82.206.1.22     | 2001:4b88:9000::              | Titan Networks GmbH, Hofheim, Alemania                                |
| L     | Países Bajos  | 79.99.236.6     |                               | JustNet GmbH, Baden, Suiza                                            |
| M     | Alemania      | 82.193.249.196  |                               | Mr. Markus Grundmann, fundador de ORSN, Alemania                      |

Datos de la zona raíz ORSN Version: 2015022600

ORSN Root Server Systems Technical Information